# Yvon Garlan
Pour la commune, voir Garlan.
Yvon Garlan, né à Ploëzal le 16 juillet 1933 et mort à Tréguier le 8 juillet 2022, est un historien français.
Il est spécialiste de l'Antiquité classique.

## Biographie
Né en 1933, Yvon Garlan est ancien élève de l'École normale supérieure (promotion L1955) et agrégé d'histoire (1960).
Spécialiste de l'Époque hellénistique, il est professeur émérite d'histoire ancienne à l'université Rennes-II. Ses domaines de recherche ont été successivement l'esclavage antique, la guerre dans le monde grec et les timbres amphoriques grecs. Il a notamment étudié les systèmes de timbrage des cités de Thasos, Sinope, Akanthos et Héraclée du Pont.
En février 1979, il fait partie des 34 signataires de la déclaration rédigée par Léon Poliakov et Pierre Vidal-Naquet pour démonter la rhétorique négationniste de Robert Faurisson.
Depuis 1991, il est correspondant de l'Académie des inscriptions et belles-lettres.
Il est décédé le 8 juillet 2022.

## Publications
- La Guerre dans l'Antiquité, Nathan, 1972 (BNF 35436792).
- Recherches de poliorcétique grecque, École française d'Athènes, 1974 (BNF 34561505).
- Avec Claude Nières, Les Révoltes bretonnes de 1675, Éditions sociales, 1975 (BNF 34569486).
- Les Esclaves en Grèce ancienne, Maspero, 1982  (ISBN 2-7071-1321-2).
- Vin et amphores de Thasos, École française d'Athènes, 1988  (ISBN 2-86958-016-9).
- Guerre et économie en Grèce ancienne, La Découverte, 1989  (ISBN 2-7071-1811-7).
- Avec Yannick Lageat, Pleumeur-Bodou : chronique d'une commune trégorroise entre l'Ancien régime et la révolution spatiale, Association de recherche sur le passé, 1994 (BNF 35721031).
- Les Timbres amphoriques de Thasos, École française d'Athènes, 1999  (ISBN 2-86958-190-4).
- Les Timbres céramiques sinopéens sur amphores et sur tuiles trouvés à Sinope, Institut français d'études anatoliennes Georges-Dumézil, 2004  (ISBN 2-906053-86-4).